# José Antonio López (barítono)
José Antonio López (Lorquí (Murcia), 1973) es un cantante lírico español con la tesitura de barítono. Ha actuado en el Osterklang Festival de Viena, en el Berwaldhallen de Estocolmo y en la Semana de Música Religiosa de Cuenca. También en las principales salas de concierto de España, entre ellas el Teatro Real de Madrid, el Auditori de Barcelona y el Teatro de la Maestranza de Sevilla, junto a la Orquesta Barroca de Sevilla. Ha realizado grabaciones para varias casas discográficas, entre ellas El Diluvio de Noé de Benjamin Britten para el sello Deutsche Grammophon.

## Biografía
Se graduó en la especialidad de canto en el Conservatorio Superior de Música de Valencia donde fue alumno de la profesora Ana Luisa Chova.

## Repertorio
Su amplio repertorio incluye obras barrocas del periodo clásico, romántico, lied, papeles operísticos y obras contemporáneas. Ha interpretado la Misa en si menor y la Pasión según San Mateo de Bach, los papeles de Achilla de Júlio César de Handel, Don Giovanni, Papageno, Figaro y Gugliemo en óperas de Mozart, Malatesta de Don Pasquale de Donizeti, Maio de Una voce in off de Xavier Montsalvatge y Noé del Diluvio de Noé de Britten.

## Discografía
- Don Giovanni de Mozart pare el sello Opus Arte.
- Pepita Jiménez de Albeniz.
- El Diluvio de Noé de Britten para el sello Deutsche Grammophon.
- Gurrelieder de Arnold Schönberg para Deutsche Grammophon